# جابى موتالى
جابى موتالى (بالإنجليزية: Japie Motale)‏ (1 يناير 1979 ببريتوريا في جنوب أفريقيا - ) هو لاعب كرة قدم جنوب أفريقي في مركز الدفاع. شارك مع منتخب جنوب أفريقيا لكرة القدم. أما مع النوادي، فقد لعب مع سوبر سبورت يونايتد وماميلودي صن داونز ونادي بلاك ليوباردز وموروكا سوالوز وماريتزبرغ يونايتد ‏ وتاندا رويال زولو ‏.

## وصلات خارجية
- جابى موتالى على موقع الاتحاد الدولي (مؤرشف)  (الإنجليزية)
- جابى موتالى على موقع قاعدة بيانات كرة القدم.إي يو (الإنجليزية)
- جابى موتالى على موقع ناشيونال فوتبول تيمز (الإنجليزية)